# 索科利亞 (莫斯季斯卡區)
49°51′8″N 23°10′16″E / 49.85222°N 23.17111°E
索科利亞（烏克蘭語：Соколя），是烏克蘭西部的村莊，隸屬利維夫州的亞沃里夫區。該村始建於1449年，面積1.65平方公里，海拔高度207米，2001年人口766，人口密度每平方公里464.52人。